# Benediktinerinnenabtei Pesquié

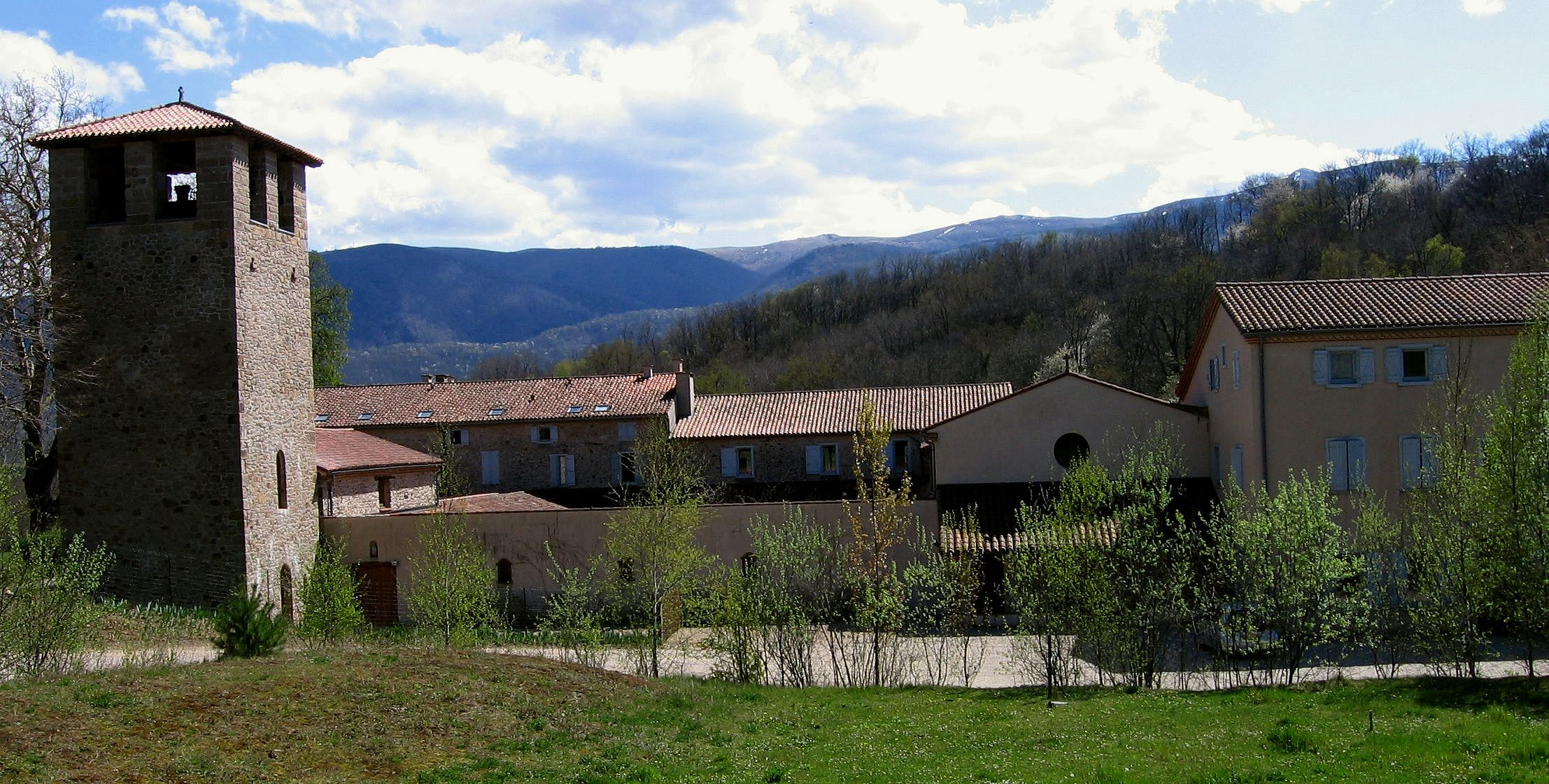
Abtei Pesquié

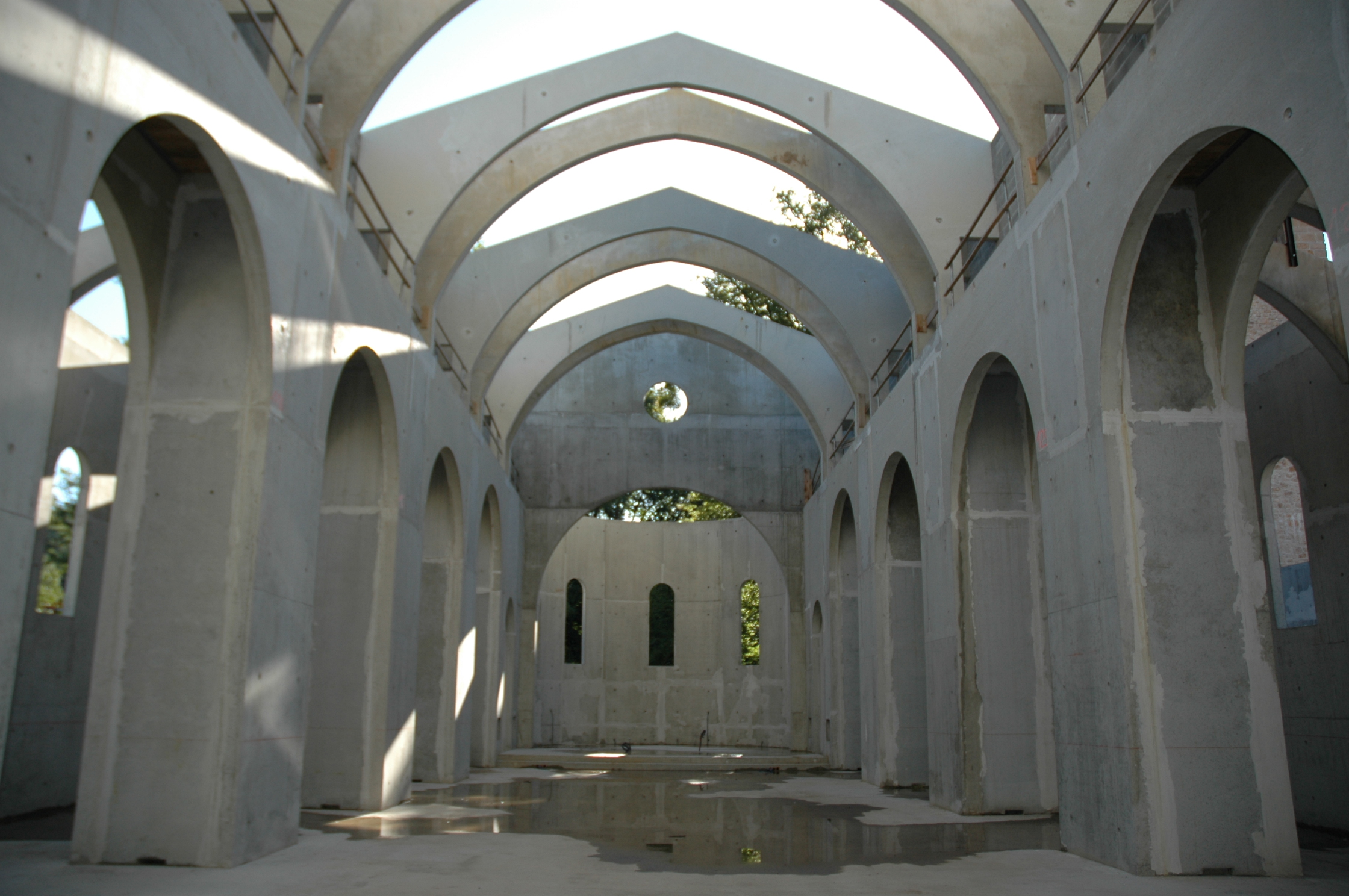
Die noch unfertige Klosterkirche von innen (2011)

Die Benediktinerinnenabtei Pesquié ist seit 1991 ein Kloster der Benediktinerinnen in Serres-sur-Arget im Département Ariège und im Bistum Pamiers in Frankreich.

## Geschichte
Das benediktinische Doppelkloster in Dourgne, bestehend aus Sankt Benedikt En-Calcat und Sankt Scholastica, gründete 1932/1934 in Madiran ein Doppelkloster, dessen weiblicher Teil, die Abbaye de l’Immaculée Conception, 1947 zur Abtei erhoben wurde. Da das Kloster dort auf die Dauer nicht tragbar war, zogen die Mönche 1952/1954 nach Tournay um, wo sie heute noch sind, und die Nonnen 1950–1955 (unter Beibehaltung ihres Namens) in den Nachbarort Ozon. Dort wurden sie jedoch ab 1989 durch die neue Autobahn A 64 so gestört, dass sie sich ab 1991 am neuen Ort Pesquié in Serres-sur-Arget bei Foix niederließen, wo die letzten der 65 Schwestern 1999 ankamen. Die Abbaye Notre-Dame du Pesquié (Unserer Lieben Frau von Le Pesquié) musste dort erst gebaut werden. 2010 wurde der Grundstein zur Kirche gelegt, 2017 wurde sie eingeweiht. Heute zählt der Konvent rund 50 Schwestern.
Oberinnen von Madiran, Ozon und Pesquié:
- 1934–1971: Immaculata de Franclieu (zuerst Priorin, ab 1947 Äbtissin, † 1977)
- 1971–2004: Marie-Bernard Eudier
- 2004–: Immaculata Astre